# Helius tenuirostris
Helius tenuirostris är en tvåvingeart som beskrevs av Alexander 1924. Helius tenuirostris ingår i släktet Helius och familjen småharkrankar. Inga underarter finns listade i Catalogue of Life.